# Karl Albrecht Friedrich von Raumer

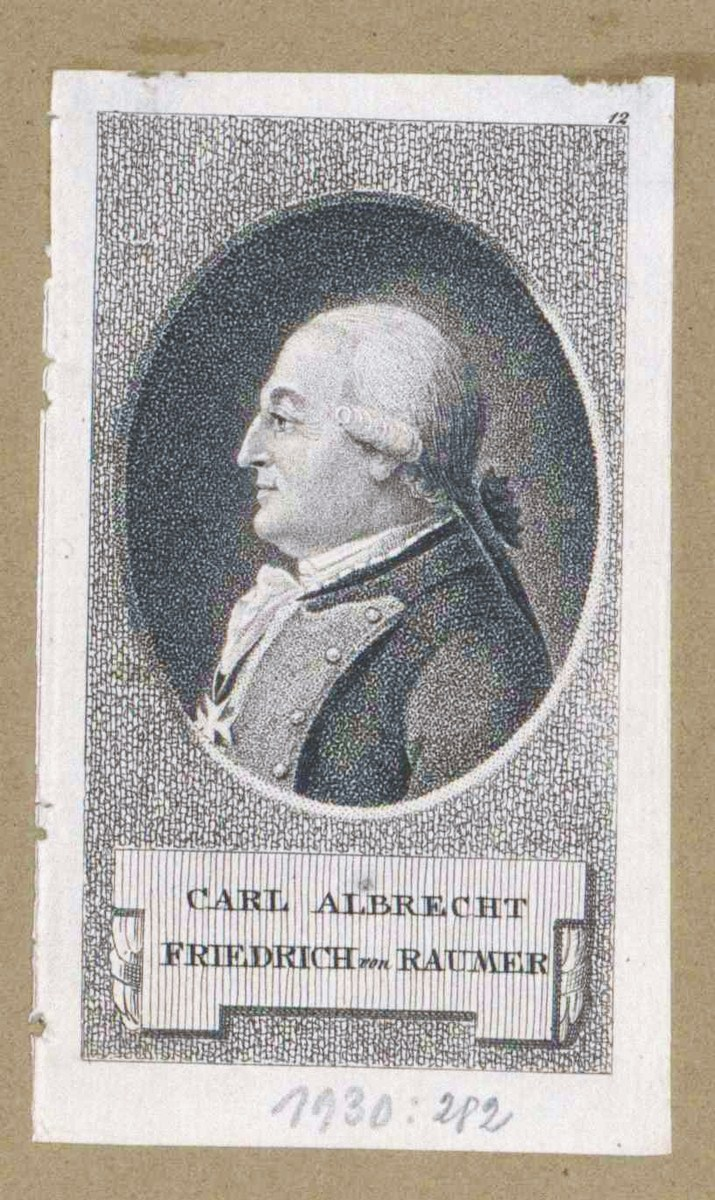
Karl Albrecht Friedrich von Raumer

Karl Albrecht Friedrich von Raumer (* 3. März 1729 in Dessau; † 24. Dezember 1806 in Berlin) war ein preußischer Generalleutnant.

## Leben

### Herkunft
Karl Albrecht Friedrich von Raumer entstammte dem ursprünglich oberpfälzer Adelsgeschlechts derer von Raumer; er war der jüngste Sohn des anhaltischen Geheimen Rates und Regierungsdirektors Johann Georg von Raumer (1671–1747) und dessen Ehefrau Albertine Charlotte (1697–1747), Tochter des Geheimrates und Kanzlers zu Bernburg Johann Georg von Reinhart.

### Militärische Laufbahn
Raumer wurde am 28. Januar 1744 mit 15 Jahren als Gefreiterkorporal im Infanterieregiment „von Anhalt-Dessau“ angestellt. Mit diesem nahm er während des Zweiten Schlesischen Krieges 1744/45 an der Belagerung von Prag sowie den Schlachten bei Hohenfriedeberg und Kesselsdorf teil. Am 17. Juli 1747 wurde er zum Sekondeleutnant sowie am 5. Juni 1755 zum Premierleutnant befördert.
Zu Beginn des Siebenjährigen Krieges ernannte der Regimentsinhaber Moritz von Anhalt-Dessau ihn zu seinem persönlichen Adjutanten. Der mittlerweile zum Stabskapitän beförderte war in der Folge mit seinem Regiment zunächst in Pommern eingesetzt, wo er 1757 die Front gegenüber den Schweden sichern musste. Anschließend 1759 in der Schlacht bei Kunersdorf sowie 1762 in der Schlacht bei Burkersdorf. Hier erhielt Raumer am 21. Juli 1762 für seinen verdienstvollen Einsatz als Generalstabsoffizier den Orden Pour le Mérite und wurde 1763 zum Major befördert. 
In den Jahren 1778/79 nahm Raumer in Oberschlesien als Oberst in der Brigade des späteren Königs Friedrich Wilhelm II. an den Bayerischen Erbfolgekrieg teil. Am 5. April 1785 wurde ihm das Infanterieregiment Nr. 53 in Thorn zugeteilt. Aber als der noch amtierende König Friedrich der Große ihm 1786 schließlich ein Garnisonregiment übertragen wollte, lehnte Raumer dies ab und bat um seine Verabschiedung aus dem militärischen Dienst, da er das Gefühl hatte, dass ihn der König trotz aller Verdienste nicht sonderlich schätzte. Der König nahm den Antrag an und entließ den mittlerweile zum Generalmajor beförderten Raumer ohne nähere Begründung mit Wirkung zum 1. März 1786.
Nach dem wenige Monate später erfolgten Tod des Königs holte ihn dessen Nachfolger Friedrich Wilhelm II. in den Dienst zurück und ernannte ihn zum Chef des Garnisonsregiments Nr. 10 in Brandenburg. Im Tausch wurde er dann am 29. Dezember 1786 Chef des in Stolp liegenden Füsilierregiments „von Brünneck“. Nach seiner am 21. August 1790 erfolgten Beförderung zum Generalleutnant wurde Raumer am 8. April 1791 das Kommando über die auf den Inseln Usedom und Wollin stehenden Truppen übertragen. Gleichzeitig sollte er den Gouverneur von Stettin, Matthias Wilhelm von Below, während der Mobilmachung gegen die Russen unterstützen. Da es nicht zum Krieg gegen Russland kam, wurden die Truppen wieder demobilisiert.
Im Zuge der Zweiten Teilung Polens erhielt Raumer den Auftrag, mit einem Truppenkorps, bestehend aus den Infanterieregimentern „von Brünneck“, „von Hanstein“ sowie dem Dragonerregiment „von Frankenberg“ die Stadt Danzig zu besetzen. Am 28. März 1793 wollte Raumer die Stadt im Einvernehmen mit den städtischen Behörden einnehmen, aber nach anfänglichen Erfolgen kam es dann doch noch zu bewaffnetem Widerstand. Nach weiteren Verhandlungen konnte schließlich am 4. April der ungehinderte Einmarsch der Preußen erfolgen. Raumer wurde nun zum Gouverneur der Stadt und Festung Danzig ernannt und sorgte dafür, dass die Stadt am 7. Mai dem König von Preußen die Huldigung aussprach.
Am 6. Juli 1795 trat Raumer mit einer jährlichen Pension von 1200 sowie einer Sonderzulage von 500 Talern in den Ruhestand. Kurze Zeit darauf erhielt er am 2. November 1795 die Erlaubnis zum Tragen der Uniform des Infanterieregiments „von Langen“.

### Familie
Er verstarb am 24. Dezember 1806 in Berlin und hinterließ seine Frau Dorothea Tugendreich, geborene von Küssow (1752–1827), Hofdame der Fürstin Luise von Brandenburg-Schwedt. Die Ehe war kinderlos geblieben.